# Overschiebrug
De Overschiebrug-Noord (brug 655) en Overschiebrug-Zuid (brug 665) zijn twee kunstwerken in Amsterdam Nieuw-West.
De twee viaducten overspannen de Overschiestraat. Zij verzorgen de verbinding tussen de Henk Sneevlietweg en de Rijksweg 10/Ringweg-West. De noordelijke brug dient tot afrit westwaarts van de rijksweg, de zuidelijke brug is de toerit van het westen naar de ringweg. De viaducten zijn alleen toegankelijk voor gemotoriseerd verkeer. Net als bij andere kruisingen tussen de Amsterdam wegen met de rijksweg, trekt de Henk Sneevlietweg over de Rijksweg. De viaducten werden in de periode 1974-1975 aangelegd, nadat er in 1973 een aarden wal werd aangelegd. Ze werden op 2 april 1975 in gebruik genomen toen het deel Rijksweg 10 tussen de Cornelis Lelylaan en de Henk Sneevlietweg in gebruik werd genomen. Het ontwerp kwam daarbij van Rijkswaterstaat, verantwoordelijk voor de rijksweg 10.
De bruggen kregen net als hun tegenvoeters aan de overzijde van de Ringweg-West, de Naaldwijkbruggen, hun naam op 5 februari 2019. De bruggen werden vernoemd naar de Overschiestraat, die op haar beurt vernoemd is naar Overschie, een dorp in Zuid-Holland, dat ten tijde van de vernoeming in 1959 al was geannexeerd door Rotterdam . Amsterdam kent ook een Overschiestraatbrug, een kunstwerk in de Rijksweg 10.

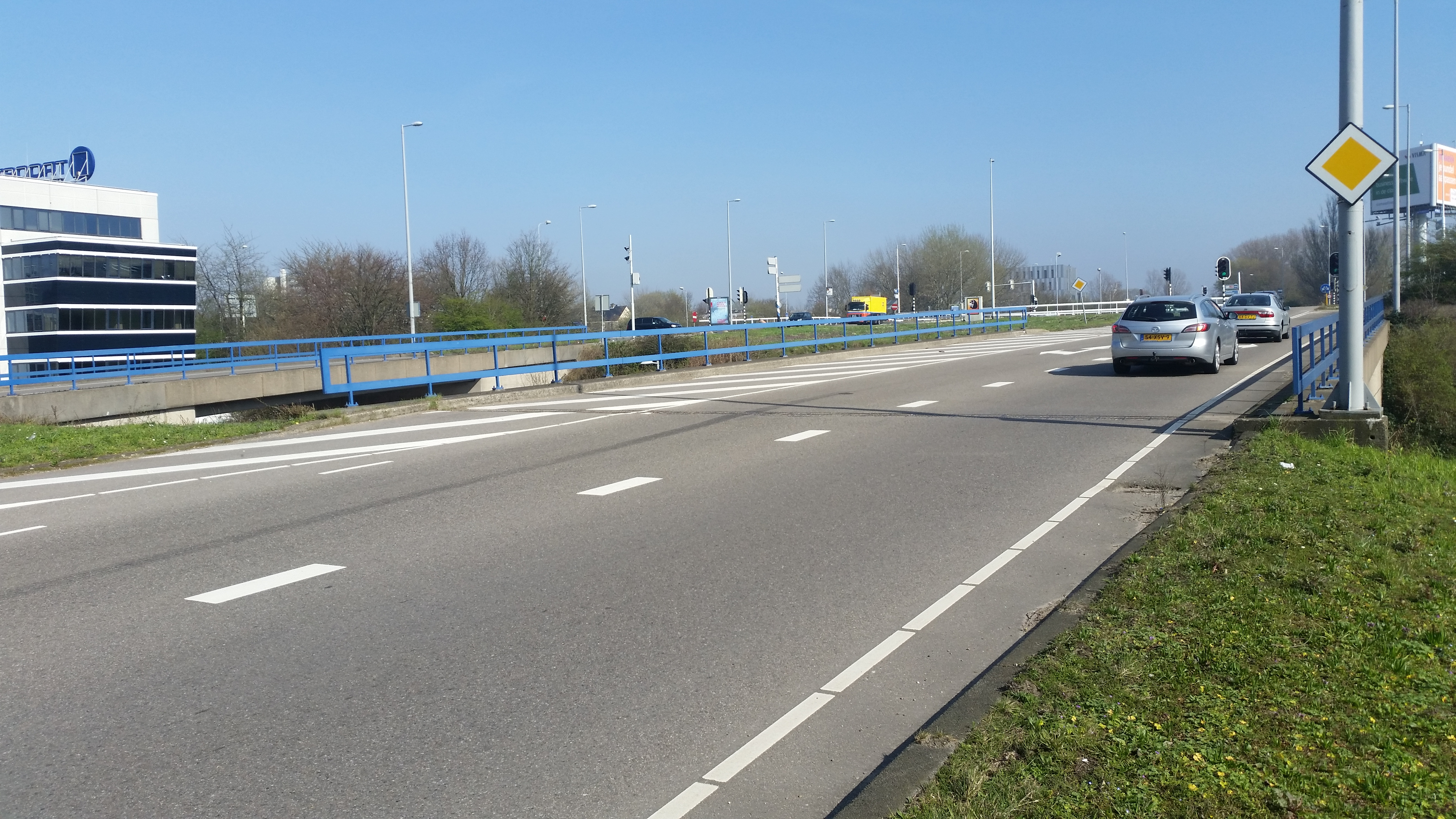
Links Overschiebrug-Noord, rechts Overschiebrug-Zuid (maart 2019)

<<< · 600 · 601 · 602 · 603 · 604 · 605 · 606 · 607 · 608 · 609 · 610 · 611 · 612 · 613 · 614 · 615 · 616 · 617 · 618 · 619 · 620 · 621 · 622 · 623 · 624 · 626 · 627 · 628 · 629 · 630 · 631 · 632 · 633 · 634 · 635 · 636 · 637 · 638 · 639 · 643 · 651 · 652 · 653 · 655 · 656 · 657 · 658 · 659 · 660 · 661 · 662 · 663 · 664 · 665 · 666 · 667 · 668 · 669 · 670 · 671 · 673 · 674 · 675 · 676 · 677 · 678 · 679 · 681 · 682 · 683 · 684 · 685 · 687 · 688 · 689 · 690 · 691 · 692 · 695 · 696 · 699 · >>>
Verdwenen brugnummers: 625 (afgebroken brug Sam van Houtenstraat), 640, 644, 645, 646, 647, 648, 650, 672 (duiker Cornelis Lelylaan, Rembrandtpark), 694, 698.
Nooit gebouwd: 649, 680 (nooit gebouwde brug Sloterplas).
Brugnummers 641, 642, 654, 686, 693, 694 en 697 zijn onbekend.